# 멕시코의 천연두 역사

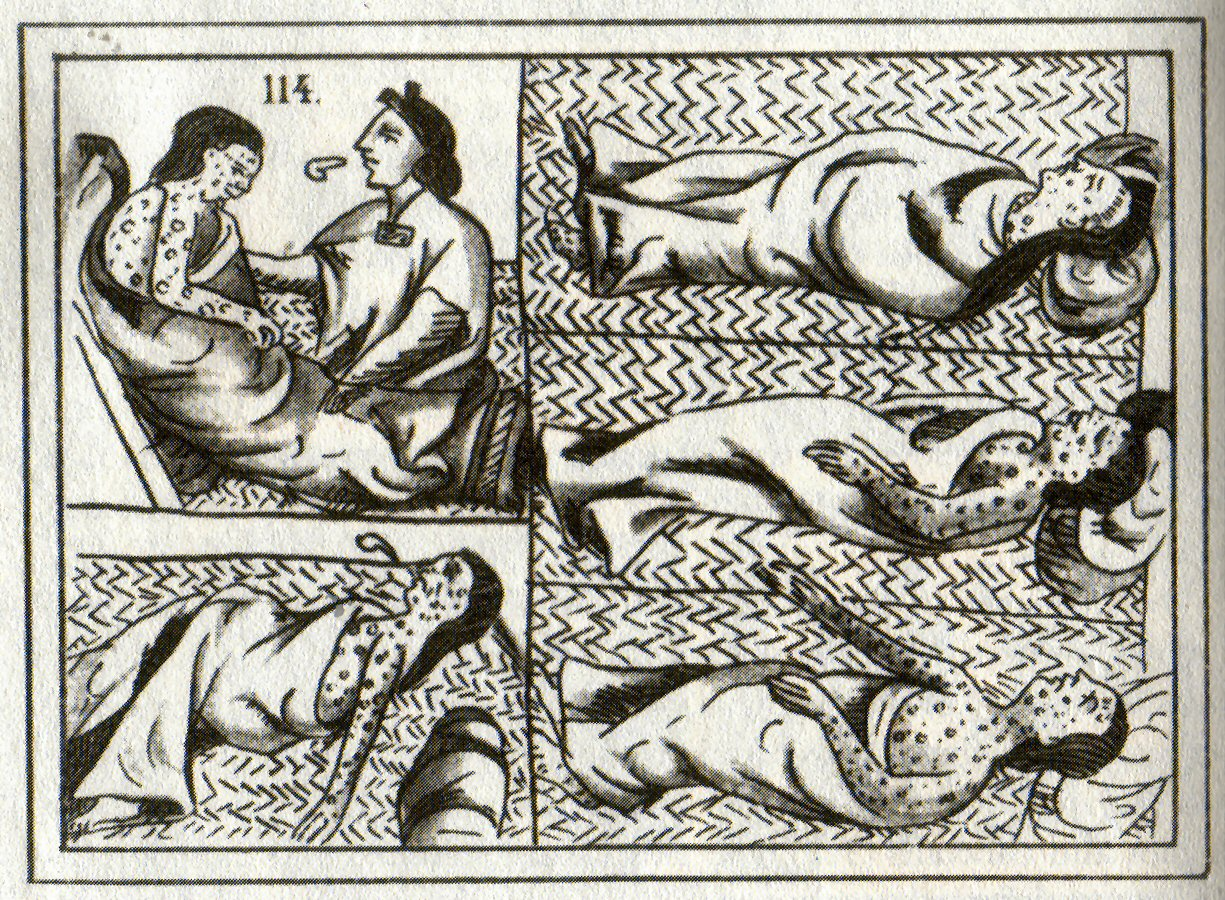
아즈텍의 천연두 환자

멕시코의 천연두 역사는 스페인의 멕시코 정복부터 시작하여 1951년에 공식적인 근절 선언이 될 때까지 대략 500년의 역사를 의미한다. 천연두는 스페인 배의 승무원들에 의해 멕시코로 옮겨졌다가, 이후 멕시코의 중심부로 퍼져 테노치티틀란 함락에서 중요한 요인이 되었다. 식민지 시기에는 유행병으로 집단발병이 이루어짐에 따라 스페인 당국에 의한 위생 및 예방 정책이 시행되었다. 프란시스코 하비에르 드 발미스(Francisco Javier de Balmis)의 천연두 접종과 이냐시오 바르톨라체(Ignacio Bartolache)의 업적으로 누에바에스파냐에 천연두 접종이 도입되면서 사망률과 발병률이 감소했다.

## 천연두의 도래
천연두는 멕시코뿐만 전 아메리카 대륙에서 유럽인들이 오기 전까지는 존재가 알려지지 않은 병이었다. 스페인인에 의해 멕시코 땅에 천연두가 퍼지기 시작하여, 이후 아즈텍 제국의 몰락에 중요한 역할을 했다. 에르난 코르테스는 베라크루즈 해안에서 무역 관계를 시작하도록 쿠바로부터 파견되어 1519년에 멕시코에 파견되었다. 코르테스는 그러나 쿠바 총독의 명을 거역하고 멕시코 본토를 침공하기 시작한다. 이에 따라 쿠바 총독은 판필로 데 나르바에스를 파견해 코르테스의 뒤를 쫓도록 한다. 그러나 이 때 나르바에스의 군대에는 활성 천연두 환자가 최소 한 명 있었고, 1520년 나르바에스의 원정이 코즈멜과 베라크루즈에서 멈추자 천연두는 이 지역을 발판삼아 전파되기 시작했다.
그동안 프란시스코 에구아(Francisco Eguía)라는 이름의 한 아프리카 노예에 의해 아즈텍인들 사이에 천연두가 유입된 것으로 여겨졌으나, 이에 대해선 논란의 여지가 많다. 5월에서 9월 사이에 천연두는 테페아카와 틀락스칼란으로, 1520년 가을에는 테노치티틀란으로 서서히 전파된다. 이때 코르테스는 비통한 밤을 겪고 쫓겨난 후에, 도시를 정복하기 위해 귀환하고 있었다.

코르테스는 원주민 지도자들 중 막시스카틀만이 천연두로 인해 사망했다고 증언한다. 그러나 쿠이틀라우악을 비롯한 다른 원주민 지도자들도 천연두로 사망한 것으로 확인된다. 특히 치말파힌은 찰코(Chalco)의 영주 몇 명 역시 천연두로 사망했다고 전한다. 그러나 이들은 전체 사망자 수와 비교하면 지극히 일부일 뿐이다. 사망률은 멕시코 중부 인구의 1/4에서 1/2까지 다양하게 추정된다. 이 전염병을 목격한 스페인의 수도사 토리비오 모톨리니아(Toribio Motolinia)는 다음과 같이 증언한다.
천연두는 그들 사이에서 엄청난 전염병이 되어 대부분의 지방에서는 인구의 절반 이상이 죽었다. 다른 지방에서는 비교적 적게 사망했다. 그들은 빈대처럼 무더기 속에서 죽었다.

## 식민지 시기
식민지 기간 동안 천연두는 원주민들을 계속 괴롭혔다. 1790년에서 1791년 사이에는 멕시코 계곡에서 집단발병이 시작하여 많은 어린이들을 감염시켰는데, 이번에는 죽은 사람보다 회복된 사람이 더 많았다. 멕시코시티에서는 입원환자 5,400명 중 4,431명이 회복됐고 1,331명이 숨졌다. 옥수수 가격 상승과 발진티푸스 전염병과 동시에 발생했으며, 멕시코 중부의 인구를 감소시켰다.

## 근절 선언
멕시코에서의 천연두 근절을 위한 노력은 1779년 이냐시오가 쓴 책에서 잘 드러난다. 그는 천연두 퇴치 전략으로 (1) 화약과 향기로 공기를 정화할 것, (2) 시체가 매장된 교회를 환기할 것, (3) 시 외곽에 공동묘지를 건설할 것 등을 포함하여 여러가지를 제안한다. 시의회는 이를 1779년에 수용한다.